# Cephalocarpus confertus
Cephalocarpus confertus är en halvgräsart som beskrevs av Charles Louis Gilly. Cephalocarpus confertus ingår i släktet Cephalocarpus och familjen halvgräs. Inga underarter finns listade i Catalogue of Life.